# Herb gminy Osiek Jasielski

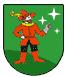
Wariant używany przed 2016

Herb gminy Osiek Jasielski – jeden z symboli gminy Osiek Jasielski, ustanowiony 16 października 2016.

## Wygląd i symbolika
Herb przedstawia na tarczy w polu czerwonym złote drzewo z obciętymi konarami, po prawej stronie jego pnia srebrna majuskuła „K” w stylu gotyckim, nad którą otwarta korona, po lewej stronie pnia krzywaśń srebrna, z takimż zaćwieczonym krzyżem kawalerskim.